# Anna (videojuego)
Anna es un videojuego perteneciente al género terror psicológico lanzado en el año 2012 como una descarga para Microsoft Windows, OS X y Linux. 
Transcurre en un aserradero abandonado ubicado en las montañas italianas, Anna desafía al jugador a descubrir pistas horrorosas y utilizarlas para resolver acertijos relacionados con el oscuro pasado del personaje del jugador. El comportamiento del jugador lo lleva, no sólo a determinar la salud mental de la protagonista, sino que también puede cambiar de ubicación y desvelar nuevos secretos que conducen a diferentes finales. 
El 13 de abril de 2013, la Extended Edition fue lanzada, esta añade nuevos ambientes, rompecabezas, interfaz de usuario, música, gráficos mejorados y un nuevo personaje.

## Argumento
La historia de Anna se refiere a un hombre amnésico que sueña con un aserradero en las montañas cerca de su ciudad. Él decide ir allí para descubrir su conexión con sus recuerdos perdidos y una mujer llamada "Anna" que parece estar diciendo en voz alta para él, y entra en la casa por la resolución de rompecabezas en el jardín. Él se da cuenta de que la casa está encantada después de ver varios fenómenos extraños. 
Como el protagonista explora, comienza a escuchar voces que pertenecen a él y el homónimo de Anna, entre otros. A través de estas voces y textos encontrados en todo el aserradero, descubre que él ha tenido una historia obsesiva por una antigua deidad llamada Anna que ya había olvidado. Sin embargo, la trama es ambigua desde este punto; una interpretación sostiene que en los tiempos de antaño, de Anna atraería a los hombres en la adoración, haciendo que asesinar a las personas cercanas a ellos o morir de hambre a los pies de su estatua, y después de que ella sedujo a la protagonista, que asesinó a su propia esposa e hijos por amenazar su relación con Anna. La otra interpretación pinta el protagonista como el villano, el cumplimiento de un avatar humana de Anna en el bosque y se enamora de ella. Sin embargo, después de que ella se fue a causa de su obsesión con ella y personalidad abusiva, sacrificaban niños para convocar de nuevo. 
El juego tiene tres finales principales posibles; en una inversión de la norma, el mayor esfuerzo que se pone en la consecución de un fin, el menos optimista de la conclusión será. En el primer escenario, el protagonista llega a la conclusión de que Anna fue quemado como hace siglos de brujas y sale de la casa, jurando no volver jamás. En el segundo final, el protagonista recuerda acerca de Anna, se da cuenta de que no puede vivir sin ella, y se abre a la posesión por ella, uniéndose a la multitud de los maniquíes que se encuentran en toda la casa. En el tercio final, el protagonista recuerda haber matado a su verdadera esposa después de que ella profanó la estatua de Anna, y encuentra la estatua, junto con las muñecas de sus hijos, en una pequeña cámara. Como el túnel a las cuevas de cámara en, él se da cuenta de que va a permanecer en la cámara de siempre, pero no le importa porque tiene "Anna" con él. 
La trama es ambigua debido a la incertidumbre de la protagonista en cuanto a si o no el aserradero es real o sólo un sueño, así como los extraños fenómenos que ocurren a lo largo de la historia y la naturaleza vaga e inconexa de las voces. 

## Bases históricas
El culto de Anna está muy aludiendo al culto de Diana, una de las primeras diosas italianas de la fertilidad; símbolos y estatuas relativa a deidades de la fertilidad clásicos y Diana están esparcidos a lo largo del juego, y eran comunes a la ubicación de los acontecimientos del juego. 

## Desarrollo
Dreampainters, el estudio de desarrollo, basado en la historia de leyendas de la región de Val D'Ayas de Italia, en particular uno sobre un aserradero donde un leñador mató a su familia. Afirmaron que el enfoque del juego estaba en el misterio de problemas y la exploración, con el jugador de ser capaz de descubrir la trama a su propio ritmo. Una de las características particularmente infames de Anna, la capacidad de recoger cualquier objeto (no importa si se utilizará más adelante en el juego), se basa aparentemente en el odio de los desarrolladores de juegos de aventura y los dibujos animados que se hicieron más evidentes los importantes objetos para el espectador. 
Anna le informa, tienen una función por la que el juego sería interpretar las acciones del jugador para tratar de asustarlos; Por ejemplo, si un jugador se centra en un objeto en particular durante demasiado tiempo, ese objeto parece más a menudo. Sin embargo, ninguna de estas características apareció en el juego. Dreampainters También afirmaron que la medida de la pendiente de la protagonista en la locura determinaría el final, pero el final se determinó en realidad por cuando el jugador decidió dejar el aserradero. 

## Recepción
Anna recibió críticas mixtas de los críticos. Los gráficos, la historia y el sonido fueron elogiados, pero fue criticado por la oscuridad de su narrativa, la complejidad de su interfaz, y la dificultad de sus rompecabezaz. Los elementos de terror fueron ambos alabados y criticados por diferentes opiniones; IGN dijo que la falta de la muerte elimina cualquier sensación de amenaza, mientras que Zero Punctuation elogió el horror, pero afirmó la inmersión fue roto por la necesidad de un tutorial. Recibió una puntuación de 49,13% en GameRankings y 55/100 en Metacritic.

## Secuela Espiritual
Dreampainters han comenzado a trabajar en un juego llamado White Heaven, ambientada en el mismo universo que Anna. El protagonista será Eric Blanc, un joven de una familia rica que sea capturado y rehén de una banda en el hotel embrujado White Heaven. Cuando se establece de alguna manera libre, intenta encontrar Linda, miembro de una pandilla con la que se ha enamorado, y experimenta los horrores del hotel. Un teaser trailer se ha lanzado en YouTube, mostrando fuga y los intentos de encontrar Linda de Eric.